# Paríguino
Paríguino (en rus: Парыгино) és un poble de l'óblast d'Astracan, a Rússia, segons el cens del 2010 tenia 312 habitants.